# Mare Hojc
Mare Hojc (* 5. Januar 1982 in Ljubljana) ist ein aus Jugoslawien stammender Handballspieler slowenischer Nationalität, der seit Juli 2009 die Staatsangehörigkeit von Österreich besitzt.

## Karriere
Der 1,85 Meter große und 93 Kilogramm schwere Rückraumspieler stand zwischen 2009 und 2011 beim deutschen Verein HBW Balingen-Weilstetten unter Vertrag. Zuvor spielte er bis 2003 in Ribnica (Slowenien), von 2003 bis 2005 beim RK Gold Club (Slowenien), von 2005 bis 2006 erneut in Ribnica, von 2006 bis 2007 bei BM Cangas (Spanien) und von 2007 bis 2009 bei A1 Bregenz.
In der Saison 2008–2009 wurde er als „Handballer des Jahres“ der 1. österreichischen Handballliga HLA ausgezeichnet. Mit Bregenz spielte er in der EHF Champions League (2008, 2009).
Für die österreichische Nationalmannschaft erzielte er in neun Länderspielen zehn Tore. Bei der Europameisterschaft 2010 erreichte er die Hauptrunde.